# Francisco Javier Sáenz y Ulloa
Francisco Javier Sáenz y Ulloa (n. Cartago, 3 de diciembre de 1794 - m. San José, 14 de octubre de 1842) fue un político costarricense, firmante del Acta de Independencia de Costa Rica en 1821.

## Datos familiares y personales
Nació en Cartago, el 3 de diciembre de 1794 y muerto en San José en 1842. Sus padres fueron Manuel José Sáenz y Alvarado, descendiente del Gobernador español Juan Francisco Sáenz-Vázquez de Quintanilla y Sendín de Sotomayor, y María Cayetana Ulloa y Guzmán-Portocarrero. 
Hijos de este matrimonio y hermanos de Francisco Javier fueron: 
1. María Timotea, bautizada en Cartago el 25 de enero de 1789 y sepultada el 3 de febrero de 1789;
2. Anselmo Antonio, fue bautizado en Cartago el 26 de abril de 1790, testó en Cartago el 28 de mayo de 1856 y murió pocos días después. Estanquero de aguardiente en Ujarrás en 1819 y en Cartago en 1824 y 1828; regidor de Cartago en 1820, 1823 y 1824. Teniente de milicias, comandante de Cartago en 1826 y comandante general de armas interino de Costa Rica en 1826. Elegido magistrado suplente de la Corte Superior de Justicia en 1829, declinó el cargo. Mayordomo de la cofradía de Nuestra Señora de los Ángeles en Cartago. Casó en Cartago el 25 de enero de 1831 con María de la Rosa Bonilla Bonilla (fallecida en 1842);
3. José Antonio, bautizado en Cartago el 19 de julio de 1791, gemelo, murió en la infancia (24 de julio o 4 de agosto de 1791).;
4. José Manuel, bautizado en Cartago el 19 de julio de 1791, gemelo, murió en la infancia (24 de julio o 4 de agosto de 1791);
5. María de los Angeles, bautizada en Cartago el 9 de julio de 1792 y sepultada en San José el 30 de abril de 1867. Casó el 7 de enero de 1834 con José Cipriano Fernández y Tenorio (fallecido en agosto de 1853), viudo de Basilia del Sacramento Ramírez y García;
6. Feliciana de Jesús, bautizada en Cartago el 21 de febrero de 1796 y sepultada en San José el 1° de diciembre de 1870. Soltera;
7. María Úrsula, bautizada en Cartago el 22 de octubre de 1797 y sepultada en San José el 14 de mayo de 1877, casó en Cartago el 17 de julio de 1815 con Narciso Esquivel y Salazar, quien murió en San José en marzo de 1876. Hijo de este matrimonio fue, entre otros, Aniceto Esquivel Sáenz, presidente de la República del 8 de mayo al 30 de julio de 1876;
8. Antonia María, bautizada en Cartago el 3 de febrero de 1798; murió en la infancia;
9. María Ignacia, bautizada en Cartago el 31 de julio de 1800 y fallecida en San Francisco de California el 18 de febrero de 1873; casó en Cartago el 3 de noviembre de 1822 con José Rafael de Gallegos y Alvarado (1784-1850), viudo de Teresa Ramó y Palacios, presidente de la Junta Superior Gubernativa de 1822 a 1823, jefe de Estado de 1833 a 1835 y encargado del Poder Ejecutivo de 1845 a 1846; benemérito de la Patria;
10. Francisca Nicolasa, bautizada en Cartago el 5 de mayo de 1802, casó en Cartago el 13 de enero de 1837 con Nicolás Cayetano Alvarado y Carazo (n. 1803);
11. Juan Antonio María, bautizado en Cartago el 12 de julio de 1804; ausente de Costa Rica en 1837;
12. Juana María de la Encarnación, bautizada en Cartago el 25 de marzo de 1806 y sepultada el 29 de octubre de 1806;
13. José Nicolás, bautizado en Cartago el 6 de diciembre de 1807 y sepultado en San José el 19 de febrero de 1884. Magistrado de la Corte Suprema de Justicia de 1846 a 1847 y de 1847 a 1848. Casó en Cartago el 9 de julio de 1833 con Domitila Joaquina Carazo y Bonilla, y
14. Diego María, bautizado en Cartago el 13 de noviembre de 1811 y fallecido ya para 1844. Procurador síndico de Cartago en 1837 y alcalde tercero en 1838. Casó en Cartago el 24 de noviembre de 1834 con Micaela Josefa Carazo y Bonilla (m. enero de 1872), hermana de su cuñada Domitila; padres del canciller Luis Diego Sáenz Carazo.

Casó en Cartago el 9 de octubre de 1822 con María Margarita Llorente y Lafuente (1801-1883), hija de Ignacio Llorente y Arcedo y Feliciana de la Fuente y Alvarado, y hermana del obispo Anselmo Llorente y Lafuente. Hijos del matrimonio Sáenz-Llorente fueron: 
1. Esteban Ramón de Jesús, bautizado en Cartago el 2 de enero de 1824. Murió en la infancia;
2. Ramón María Andrés Sáenz Llorente, bautizado en Cartago el 30 de noviembre de 1826 y fallecido en San José el 14 de marzo de 1911. Licenciado en medicina por la Universidad de San Carlos de Guatemala. Cirujano mayor del ejército costarricense en la guerra contra los filibusteros en 1856. Diputado propietario por Cartago a la Asamblea Constituyente de 1859, propietario por San José a la de 1871 y suplente por San José a la de 1880. Diputado propietario por San José de 1872 a 1874, de mayo a julio de 1876, de 1884 a 1888, de 1888 a 1892, de 1894 a 1896, de 1896 a 1900 y de 1900 a 1904,  y presidente de la Comisión Permanente del Congreso Constitucional de 1886 a 1896. Casó con Mercedes Sandoval Pérez (fallecida en Puntarenas en 1877);
3. Pascual Francisco de Jesús, bautizado en Cartago el 16 de mayo de 1828 y fallecido en Cartago en 1895. Teniente en la guerra contra los filibusteros en 1856. Casó en Cartago con Juana Echandi y Bonilla (fallecida en Cartago en julio de 1863);
4. María Francisca de Jesús, bautizada en Cartago el 4 de junio de 1829 y fallecida en Cartago en 1913, casó con Cayetano Alvarado;
5. María del Rosario, bautizada en Cartago el 29 de setiembre de 1830 y fallecida en Cartago en 1921. Soltera;
6. Vicente Sáenz Llorente, nació en Cartago el 22 de enero de 1832 y murió en San José el 12 de febrero de 1895. Se graduó de licenciado en Leyes en la Universidad de San Carlos de Guatemala. Fue procurador de Reos, juez civil y de Comercio de primera instancia de San José y de Liberia, fiscal y magistrado de la Corte Suprema de Justicia, presidente de la Sala Segunda, presidente interino de la Corte de 1873 a 1874, presidente de la Corte y Sala Primera de 1874 a 1876 y de mayo a julio de 1876, presidente de la Sala Primera en 1881 y nuevamente  presidente interino de la Corte Suprema de 1887 a 1888 y de 1889 a 1890. También fue miembro de la Asamblea Constituyente de 1869 y rector de la Universidad de Santo Tomás de 1883 a 1885. Abrió a la ciudadanía la Biblioteca Universitaria, primera de carácter público que existió en Costa Rica. Casó en San José el 26 de noviembre de 1859 con Josefa Eulalia Marcelina Esquivel Fernández (nacida en San José en 1843 y fallecida en San José en 1907);
7. José Domingo, bautizado en Cartago el 4 de agosto de 1833 y fallecido en Cartago en 1876, casó con Manuela Sancho y Oreamuno (casada en segundas nupcias en 1878 con don Juan Escoto y Donaire);
8. Francisco María, bautizado en Cartago el 10 de agosto de 1834, soltero;
9. Eusebio de Jesús, bautizado en Cartago el 16 de febrero de 1835. Sacerdote. En 1887 residía en Guatemala;
10. Juana de Dios Isidora, bautizada en Cartago el 7 de abril de 1839 y sepultada en San José el 5 de setiembre de 1900, casó en Cartago con José María Oreamuno y Oreamuno, gobernador de la provincia de Cartago y tercer designado a la Presidencia de la República de 1882 a 1886 (nacido en Cartago en 1828 y fallecido en Cartago el 23 de julio de 1891);
11. José Eugenio, bautizado en Cartago el 15 de noviembre de 1840 y sepultado en Cartago el 25 de diciembre de 1840, y
12. Josefa Margarita, bautizada en Cartago el 6 de setiembre de 1842, soltera.

## Actividades privadas
No cursó estudios formales y su principal ocupación fue la agricultura. También participó en actividades mineras en el monte del Aguacate.

## Actividad política en la época de la Independencia
Tuvo una participación destacada en los acontecimientos políticos de la época de la Independencia de Costa Rica, en el bando republicano, a pesar de que su padre era partidario de la anexión al Imperio Mexicano.
En 1821 , durante la segunda etapa de vigencia de la Constitución de 1812, fue elegido regidor del Ayuntamiento de la ciudad de Cartago y en esa calidad fue uno de los firmantes del Acta de Independencia de Costa Rica suscrita en Cartago el 29 de noviembre de 1821.
Fue miembro de la Junta Superior Gubernativa presidida por José Santos Lombardo y Alvarado, que gobernó Costa Rica de enero a marzo de 1823, y posteriormente fue designado como alcalde segundo constitucional de la ciudad de Cartago durante el resto del año 1823.

## Cargos posteriores
Fue diputado por Cartago de 1835 a 1838. Presidió la inauguración de las sesiones de la Asamblea legislativa en 1836.
Como elector oposicionista en las elecciones de 1837, el gobierno de Braulio Carrillo Colina lo acusó de conspirar y se le arrestó en el cuartel de San José, a pesar de que gozaba de inmunidad por su condición de diputado. Aunque se le siguió un proceso, no se encontró prueba alguna en su contra y fue puesto en libertadal poco tiempo.

## Muerte
Murió en San José, el 14 de octubre de 1842. Uno de sus hijos, Vicente Sáenz Llorente, fue presidente de la Corte Suprema de Justicia de Costa Rica.